# Frederic Lluís de Nassau-Ottweiler
Frederic Lluís de Nassau-Ottwieler (en alemany Friedrich Ludwig von Nassau-Ottweiler) va néixer a Ottweiler (Alemanya) el 13 de novembre de 1651 i va morir a Saarbrücken el 25 de maig de 1728. Era un noble alemany fill del comte Joan Lluís (1625-1690) i de Dorotea Caterina de Birkenfeld-Bischweiler (1634-1715).

## Matrimoni i fills
El 28 de juliol de 1680 es va casar al palau de Gravenstein amb Cristiana d'Ahlefeldt (1659-1695), filla de Frederic d'Ahlefeldt (1623-1686) i de Margarida de Rantzau (1642-1665). Fruit d'aquest matrimoni en nasqueren:
- Dorotea Frederica (1681-1691)
- Maria Carlota, nascuda morta el 1684.
- Cristina (1685-1761), casada amb Frederic III de Hessen-Homburg (1673-1746).
- Lluïsa (1686-1773), casada amb Carles de Salm-Dhaun (1675-1733).
- Sofia Amàlia (1688-1753), casada amb Jordi Frederic de Kirchberg (1683-1749).
- Maria Carlota (1690-1714)
- Dorotea (1692-1740)
- Elionor, nascuda i mort el 1693.